# اسپارکسویل (ایندیانا)
اسپارکسویل (به انگلیسی: Sparksville) یک منطقهٔ مسکونی در ایالات متحده آمریکا است که در شهرستان جکسون، ایندیانا واقع شده‌است. اسپارکسویل ۱۷۱٫۹۱ متر بالاتر از سطح دریا واقع شده‌است.